# Robbiate
Robbiate – miejscowość i gmina we Włoszech, w regionie Lombardia, w prowincji Lecco.
Według danych na rok 2004 gminę zamieszkiwało 4961 osób, 1240,2 os./km².